# Социалистическая рабоче-крестьянская партия Латвии
Социалистическая рабоче-крестьянская партия Латвии (латыш. Latvijas Sociālistiskā strādnieku un zemnieku partija) — политическая партия в Латвии в 1934—1940 гг. Основана после переворота как нелегальная организация бывшими членами запрещённой ЛСДРП летом 1934 года Сотрудничала с КПЛ. Лидеры — Ансис Рудевицс, Ансис Бушевицс, Клавс Лоренц. В марте 1940 года приняла решение об объединении с КПЛ. Прекратила существование в июле 1940 г. К СРКПЛ присоединилась после подпольного восстановления сотрудничавшая с ЛСДРП еврейская организация «Бунд».